# Pierwsza Warszawska Fabryka Musztardy „Arthur et Co.“
Die Pierwsza Warszawska Fabryka Musztardy „Arthur et Co.“ (auch: Fabryka Musztardy A. Oppmana „Arthur et Co.“, Parowa Fabryka Musztardy; Marynat i Konserwów „Arthur et Co.“ oder nur: Fabryka Musztardy „Arthur“) war eine Senffabrik im Warschauer Stadtteil Wola. Neben der Fabrik von A. Schweitzer war sie das älteste Unternehmen dieser Art in Warschau.
Der deutschstämmige, protestantische Artur Emil Oppman (1840–1907) erwarb 1880 eine Senffabrik in der ul. Leszno 4. Das Unternehmen firmierte fortan unter Pierwsza Warszawska Fabryka Musztardy „Artur et Co.“ (deutsch: Erste Warschauer Senffabrik „Artur et Co.“). Die Fabrik wurde später von einem seiner Söhne, Wacław Oppman (1869–1933), übernommen. Bis etwa 1938 blieb die Fabrik in Familienbesitz. Ein Produkt des Unternehmens erhielt auf der Hygieneausstellung in Paris 1906 einen Grand Prix. Ein von Oppman veröffentlichtes Rezept für „niederländischen Senf“ (Musztarda z gorczycy holenderskiej) sah das Aufkochen von Senf mit Essig, feinem Zucker, Karamell und Olivenöl vor.